# Nicoadala (distrito)
Nicoadala é um distrito da província da Zambézia, em Moçambique, com sede na povoação de Nicoadala. O seu território é limitado, a norte com o distrito de Mocuba, a oeste com os distritos de Morrumbala e Mopeia, a sul com o distrito de Inhassunge e o município de Quelimane, a leste com o Oceano Índico e a nordeste com o distrito de Namacurra.

## História
O distrito de Nicoadala foi criado em 1986 conjuntamente com mais 25 distritos, a nível nacional, e a par de Inhassunge, na Zambézia. Nesta altura, para o seu território transitaram um total de 10 localidades, com Munhonha, Nhafuba e Nicoadala, originárias do distrito de Namacurra, enquanto que do então distrito de Quelimane transitaram Ionge, Madal, Maquival, Marrongane Nangoela, Namacata e Ilova. Esta última localidade, Ilova, já não vem referida no perfil do distrito apresentado pelo Portal do Governo, datado de 2005.

## Demografia

### População
Em 2007, o Censo indicou uma população de 231 850 residentes. Com uma área de 3392  km², a densidade populacional rondava os 68,35 habitantes por km².
De acordo com o Censo de 1997, o distrito tinha 135 275 habitantes e uma área de 3582 km², daqui resultando uma densidade populacional de 37,8 habitantes por km².
| 1980 | 1997    | 2007    |
| n.a. | 135 275 | 231 850 |

## Divisão administrativa
O distrito contém um posto administrativo, Nicoadala, dividido em 4 localidades:
- Posto Administrativo de Nicoadala:
  - Munhonha
  - Namacata
  - Nhafuba
  - Nicoadala

O posto administrativo de Maquival, até então parte deste distrito, foi transferido para o distrito e município de Quelimane em 2013.